# 1,3-Dipolare Cycloaddition

1,3-Dipolare Cycloaddition

1,3-Dipolare Cycloaddition ist eine Bezeichnung für bestimmte chemische Reaktionen der organischen Chemie. Es handelt sich dabei um Cycloadditionen, bei denen ein 1,3-dipolares Molekül oder Fragment beteiligt ist. Als mesomeriestabilisierter 1,3-Dipol werden dabei Ozon, Azide, Diazoalkane, Nitriloxide, Nitrilimine, Nitrone etc. an Alkene oder Alkine addiert. Die Atomökonomie der 1,3-dipolaren Cycloadditionen ist durchgängig hervorragend.
Ein Beispiel für eine 1,3-dipolare Cycloaddition ist die Huisgen-Reaktion. Diese Reaktion war bereits früher bekannt, jedoch konnte erst Rolf Huisgen den genauen Mechanismus anhand seiner systematischen Studien der 1,3-dipolaren Cycloaddition aufklären. Die Reaktion wird meist mit einem Azid sowie einem Alkin durchgeführt. Diese stellt, wenn sie unter Kupfer-Katalyse abläuft, den ersten und prominentesten Vertreter der sogenannten Click-Chemie dar, die CuAAC (englisch copper-catalyzed azide-alkyne cycloaddition). Die Reaktion kann in wässriger Lösung bei Raumtemperatur durchgeführt werden. Sie wurde von den Nobelpreisträgern Barry Sharpless und Morten Meldal um 2000 unabhängig voneinander in die Click-Chemie eingeführt.
Eine doppelte 1,3-dipolare Cycloaddition ist die Ozonolyse: Hierbei wird erst der 1,3-Dipol Ozon und, nach dem Brechen der C-C- sowie einer O-O-Bindung, anschließend das 1,3-dipolare Carbonyloxid addiert.